# Alfons Fleischmann
Alfons Fleischmann (* 26. Mai 1907 in Lochmühle/Zell bei Hilpoltstein; † 21. August 1998 in Eichstätt) war ein römisch-katholischer Theologe, Universitätsprofessor und Gründungsrektor der Kirchlichen Gesamthochschule Eichstätt, des Vorläufers der heutigen Katholischen Universität Eichstätt-Ingolstadt.

## Leben
Alfons Fleischmann wuchs in einer Familie mit 14 Geschwistern auf. Nach dem Besuch der Volksschule in Zell wechselte er 1918 an das Humanistische Gymnasium Eichstätt und wohnte als Seminarist im Bischöflichen Knabenseminar in Eichstätt. Anschließend studierte er Philosophie und Theologie in Eichstätt und empfing dort 1931 die Priesterweihe. Er war zunächst als Kaplan in Monheim und Neumarkt sowie als Religionslehrer am Kloster Gnadenthal/Ingolstadt tätig. 1938 erfolgte die Promotion an der Ludwig-Maximilians-Universität in München mit dem Thema Die Gnadenlehre des Wilhelm Estius und ihre Stellung zum Bajanismus.
Ab 1941/42 wirkte er als ao. Professor, ab 1946 als ordentlicher Hochschulprofessor für Moral- und Pastoraltheologie an der Bischöflichen Phil.-Theol. Hochschule Eichstätt. 1958 bis 1968 war Fleischmann ständiger Stellvertreter des Bischofs als Kanzler der Pädagogischen Hochschule, 1968 bis 1972 als Präsident der Stiftung Pädagogische Hochschule Eichstätt. 1972 bis 1976 war er Gründungsrektor der kirchlichen Gesamthochschule Eichstätt, der Vorläuferin der heutigen Katholischen Universität Eichstätt-Ingolstadt. 1975 wurde er emeritiert.
Während seines Promotionsstudiums trat er 1936 der katholischen Studentenverbindung KDStV Aenania München im CV bei. Alfons Fleischmann war von 1952 bis 1964 CV-Seelsorger. Von 1968 bis 1972 hatte er das Amt des CV-Rats- und Altherrenbund-Vorsitzenden inne, zudem war Alfons Fleischmann Bandphilister von 23 CV- und zwei ÖCV-Verbindungen, unter anderem bei der KAV Capitolina Rom und der AV Austria Innsbruck.

## Ehrungen und Auszeichnungen
- 1978: Großes Goldenes Ehrenzeichen für Verdienste um die Republik Österreich[2]
- Bischöflicher Geistlicher Rat
- Päpstlicher Ehrenprälat
- 1975: Verdienstorden der Bundesrepublik Deutschland (Verdienstkreuz 1. Klasse)
- 1969: Bayerischer Verdienstorden
- Ehrenbürger der Stadt Eichstätt
- Ehrenmitglied im Verband der Wissenschaftlichen Katholischen Studentenvereine Unitas[3]

## Alfons-Fleischmann-Verein
2011 wurde der „Alfons-Fleischmann-Verein zur kulturellen und wissenschaftlichen Förderung der Katholischen Universität Eichstätt-Ingolstadt“ gegründet. Dieser Verein organisiert diverse Veranstaltungen und Aktivitäten im Umfeld der Katholischen Universität Eichstätt-Ingolstadt.
Der Alfons-Fleischmann-Studentenheimverein soll den Bau von Studentenwohnheimen unterstützen.

## Veröffentlichungen
- Fleischmann, Alfons: Die Gnadenlehre des Wilhelm Estius und ihre Stellung zum Bajanismus. Eine dogmengeschichtliche Untersuchung zu den Gnadenstreitigkeiten des ausgehenden 16. Jahrhunderts, (= Diss. Ludwig-Maximilians-Univ. München, 1937), Kallmünz über Regensburg 1940. X, 184 S. OCLC 34834377